# 50 Cassiopeiae

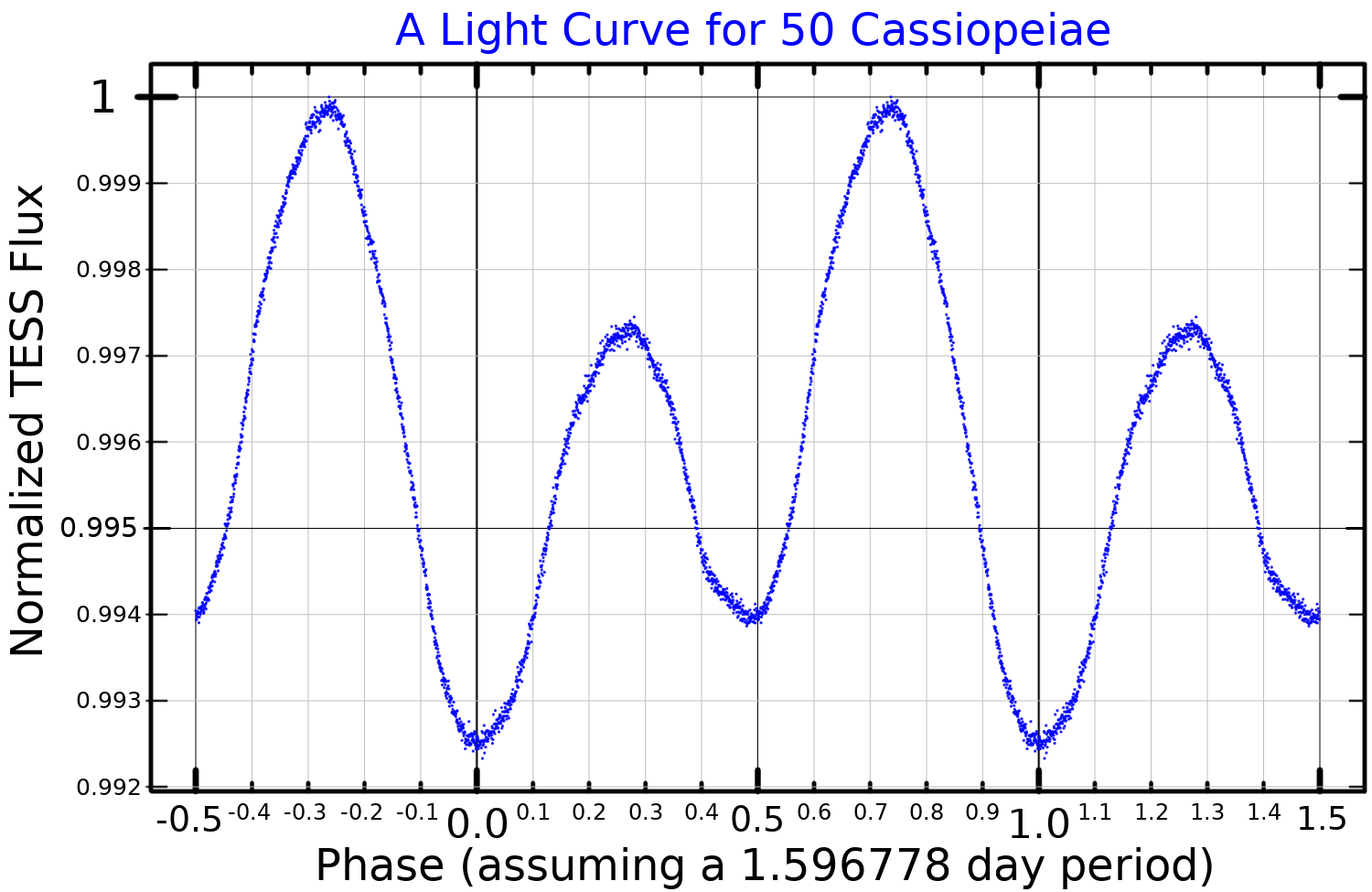
Lichtkromme van 50 Cas

50 Cassiopeiae is een ster van spectraalklasse A2V in het sterrenbeeld Cassiopeia. Deze ster werd op 29 oktober 1831 telescopisch onderzocht door de Britse astronoom John Herschel die in de onmiddellijke buurt ervan een vorm van nevelachtigheid meende te hebben ontdekt. Ten gevolge van Herschel's waarneming van deze vermoedelijke nevelachtigheid kreeg de ster 50 Cassiopeia een plaats in de New General Catalogue alszijnde object nummer 771 (NGC 771). In de hedendaagse sterrenatlassen is er van NGC 771 echter geen sprake. Deze ster is aangeduid als 50 Cassiopeiae.